# Aéroport El Trompillo
L’aéroport El Trompillo (code IATA : SRZ • code OACI : SLET) est un aéroport situé au Sud de la ville de Santa Cruz en Bolivie, à environ 2 km du centre-ville.

## Construction
Cet aéroport est construit en 1920 avec une piste de 800 m. L'aéroport est nommé Captain Horacio Vasquez en l'honneur d'un pilote mort lors d'un vol d'Argentine vers La Paz. De par l'environnement, l'aéroport est déjà appelé el trompillo (nom d'un arbuste sud-américain).
C'est pendant 65 ans le seul aéroport de la ville jusqu'à la construction de l'aéroport international de Viru Viru. À partir de là, l'aéroport sert pour les vols locaux et pour le transport des étudiants des forces armées boliviennes.
Les premières compagnies à utiliser l'aéroport sont la Lloyd Aéreo Boliviano (LAB) et Panagra. Environ 70 départs et arrivées des forces armées aériennes sont enregistrés quotidiennement. De 1980 à 1985, le nombre de vols augmente à cause de la lutte contre le trafic de drogue.

## Controverses
Avec le temps, des bâtiments et des maisons ont été construits autour de l'aéroport. Le quartier est bruyant à cause du trafic aérien et routier et la taille de l'aéroport a influencé le tracé des routes. Santa Cruz a une infrastructure routière en cercles de taille croissante reliés par des radiales. L'aéroport est situé entre le deuxième et troisième cercle, dans le quartier au plus fort trafic routier.
Un autre problème est le risque posé par l'aéroport situé près du Cinecenter, le plus grand cinéma de la ville.
El Trompillo a été le lieu de nombreux accidents avec par exemple l'atterrissage d'un avion dans le stade tuant les passagers et les enfants jouant dans le stade. C'est cet accident qui a déclenché la construction de l'aéroport Viru-Viru devenu l'aéroport principal de la ville. Depuis, d'autres petits avions ont eu des accidents à El Trompillo posant la question du déplacement de l'aéroport.

## Situation
| \| 20 km1:4 514 000 \| Camiri Chimoré Cobija Cochabamba El Trompillo Guayaramerín La Paz Oruro Potosí Puerto · Suárez Riberalta Rurrenabaque San Borja Santa Ana · del Yacuma Sucre Tarija Trinidad Uyuni Santa Cruz Yacuiba |
| 20 km1:4 514 000 |